# Amiga 2000
Amiga 2000 была выпущена в марте 1987 года (в то же самое время выходили первые модификации Amiga 500). Хотя компьютер и был нацелен на рынок High-End решений, аппаратно он очень походил на Amiga 500, настолько походил, что модификация A2000B фактически полностью основывалась на проекте Amiga 500. Таким образом, Amiga 2000 отличалась от Amiga 500 больши́м корпусом, пятью слотами расширения шины Zorro II, двумя 16-битными слотами расширения шины ISA, разъёмом процессора и поддержкой аппаратных часов с батареей.
В отличие от Amiga 500, Amiga 2000 имеет настольное исполнение корпуса и внешнюю клавиатуру. Поэтому Amiga 2000 больше напоминала тот же IBM PC, чем, например Amiga 1000, которая имела недостаток свободной площади (на лицевой панели системного блока, внизу) для разъёмов подключения клавиатуры и мыши. Поэтому именно Amiga 2000 можно было часто встретить среди конторских компьютеров в Германии, Великобритании и Италии.
Commodore производились три различные модификации Amiga 2000 (идентификаторы печатаются на материнской плате, например, Amiga A2000B): «A», «B» и «C» (Amiga 2000+). Commodore UK продавался эксклюзивный вариант Amiga 2000 для Великобритании под наименованием Amiga 1500. Amiga 1500 штатно имела два 3,5" дисковода и 1 Мб ОЗУ. Позднее (с появлением плат ревизии «C») этот вариант комплектовался AmigaOS 2.04 и носил наименование Amiga 1500+.
В 1990 году на смену Amiga 2000 пришла Amiga 3000.

## Основные характеристики
- Процессор Motorola MC68000 7,14 МГц
  - работает на частоте 7,16 МГц в режиме NTSC, и 7,09 МГц в режиме PAL
  - расширяется CPU-картами, через процессорный разъём
- Audio (чип Paula)
  - 4-канальный стерео-звук
  - 14 бит (8 бит звука и 6 бит громкости)
  - 28 кГц (частота дискретизации)
  - 70 дб (соотношение сигнал/шум)
- Video (основные разрешения)
  - 320×200, 32, 64 (в режиме Halfbrite) или 4096 цветов (в режиме HAM-6)
  - 640×400, 16 цветов
- Внешние разъёмы
  - Композитный ТВ-выход (чёрно-белый)
  - Аналоговый видеовыход RGB
  - «Колокольчики» RCA для звука
  - 2 Game-порта (джойстик/мышь)
  - Клавиатурный порт (5-штырьковый DIN)
  - Последовательный порт RS-232 (DB25)
  - Параллельный порт Centronics (DB25)
  - Порт для подключения внешнего дисковода
- Внутренние разъёмы
  - 5 слотов Zorro II (16 бит, Autoconfig)
  - 2 16-битных слота ISA (неактивны по умолчанию, включаются при установке платы эмуляции PC, или моста наподобие Mediator PCI)
  - 2 8-битных слота ISA (также, неактивны по умолчанию. в некоторых Amiga 2000 можно расширить их до 16 бит)
  - 1 внутренний разъём дисковода
  - 1 (CPU/MMU сокет)
  - 1 видеоразъём Genlock

## Модификации Amiga 2000

### 1987 год (ревизии A и B)
- Чипсет: OCS (первоначальный чипсет)
- Память:
  - 512 Кб ПЗУ содержащего Kickstart
  - 512 Кб Chip-памяти (ограничение до 1 Мб)
  - 512 Кб Fast-памяти в MMU-слоте (ревизия A) или спаянных на объединительной плате (ревизия B)
    - Fast-память расширялась только до 9 Мб, это ограничение 24-битной шины адреса.
- Программное обеспечение (в поставке):
  - AmigaOS 1.2/1.3 (впервые появляется библиотека синтезирующая голос)

### 1991 год (ревизия C)
ПК на этой плате назывались Amiga 1500+ и Amiga 2000+ (на шильдике — Amiga 2000).
- Чипсет: ECS (усовершенствованный чипсет), новые видеорежимы:
  - Productivity (640×480, 4 цвета)
  - Super72 (800×600, 2 цвета)
- Память:
  - 512 Кб ПЗУ содержащего Kickstart
  - 1 Мб Chip-памяти (ограничение до 2 Мб)
- Программное обеспечение (в поставке):
  - AmigaOS 2.0

## Платы расширения
- 25 MHz accelerator — содержит процессор 68RC030 (25 МГц) и расширение Fast-памяти. Устанавливается в разъём процессора.
- 2 Mb RAM board — добавляет 2 Мб Fast-памяти, устанавливается в слот Zorro II.
- 8 Mb RAM board — добавляет 8 Мб Fast-памяти, устанавливается в слот Zorro II.
- Serial card — добавляет последовательные порты, устанавливается в слот Zorro II.
- Video card — добавляет несколько видеорежимов в 256 цветов, устанавливается в слот Zorro II.
- Arcnet card — сетевая карта Arcnet, устанавливается в слот Zorro II.
- Ethernet card — сетевая карта Ethernet, устанавливается в слот Zorro II.
- SCSI controller — контроллер для подключения SCSI-винчестеров, также добавляет 8 Мб ОЗУ. Устанавливается в слот Zorro II.
- MFM/ST506 Hard Drive interface — контроллер для подключения MFM-винчестеров, устанавливается в слот Zorro II.
- Flicker fixer board — устраняет мерцание экрана в чересстрочных режимах. Содержит чип Amber, используемый в Amiga 3000. Устанавливается в разъём Genlock.